# Carl Reinic Rosenberg
Carl Reinic Rosenberg född 17 juli 1794 i Träslövs socken, Hallands län, död 3 mars 1886 i Träslövs socken, var en svensk bonads-, tapet- och möbelmålare.
Han var gift med Börtha Larsdotter från 1823 och gifte efter hennes död om sig med Börta Andersdotter 1852. Rosenberg lät värva sig till svenska armén 1812 och tog definitivt avsked 1824. Efter avskedet lärde han sig måla och var därefter verksam som bonadsmålare och tapetmålare i Halland. Hans målningsarbete torde varit omtyckt och lönsamt eftersom han 1842 kunde köpa sig en egen gård. Även efter köpet av gården fortsatte han med sitt bonadsmåleri och det finns kända kistmålningar från 1860-talet. Stilistiskt står han nära Lisa Erlandsdotter från Kindaskolan i sina målningar med bruket att konturera med svart färg. Han var tidig med att använda schabloner i sitt måleri och det kan förklaras med att schablonmåleriet användes vid tapetmålningen. Rosenberg finns representerad vid Varbergs museum.